# Rey Misterio, Sr.
Miguel Ángel López Díaz (Tijuana, 8 de janeiro de 1958 – 20 de dezembro de 2024) mais conhecido pelo seu ring name de Rey Misterio, Sr. foi um lutador de luta livre profissional, ator e treinador mexicano. Ele foi um dos grandes promotores do México. Era tio do lutador Rey Mysterio, Jr..

## Como treinador
Além de ser um dos maiores lutadores de luta-livre mexicana, Rey Mysterio já treinou vários wrestlers, incluindo seu próprio sobrinho, Rey Mysterio, Jr e os lutadores Psicosis, Konnan, Damien 666, Halloween, Gacela, Caballero 2000, e Eiji Ezaki.

## Vida Pessoal
Nos últimos anos, Miguel morava nos Estados Unidos, em San Diego, na Califórnia. Foi pai do lutador mexicano El Hijo de Rey Misterio.
Participou do filme de terror, El Mascarado Massacre, de 2006.

## Morte
Rey morreu no dia 20 de dezembro de 2024, aos 66 anos.

## No Wrestling

### Golpes
- Finalizador;

Sitout Powerbomb
- Outros Movimentos;

- - Bulldog
  - Enzuguiri
  - Superkick
  - Hurricanrana
  - Arm Drag
  - Missile dropkick
  - Plancha
  - Tope Suicida
  - Dropkick
  - Atomic Drop
  - Belly to back suplex
  - Elbow Drop

## Filmografia
- El Mascarado Massacre (2006)